# 毛斯巴赫河
50°44′56.09″N 6°15′39.61″E / 50.7489139°N 6.2610028°E

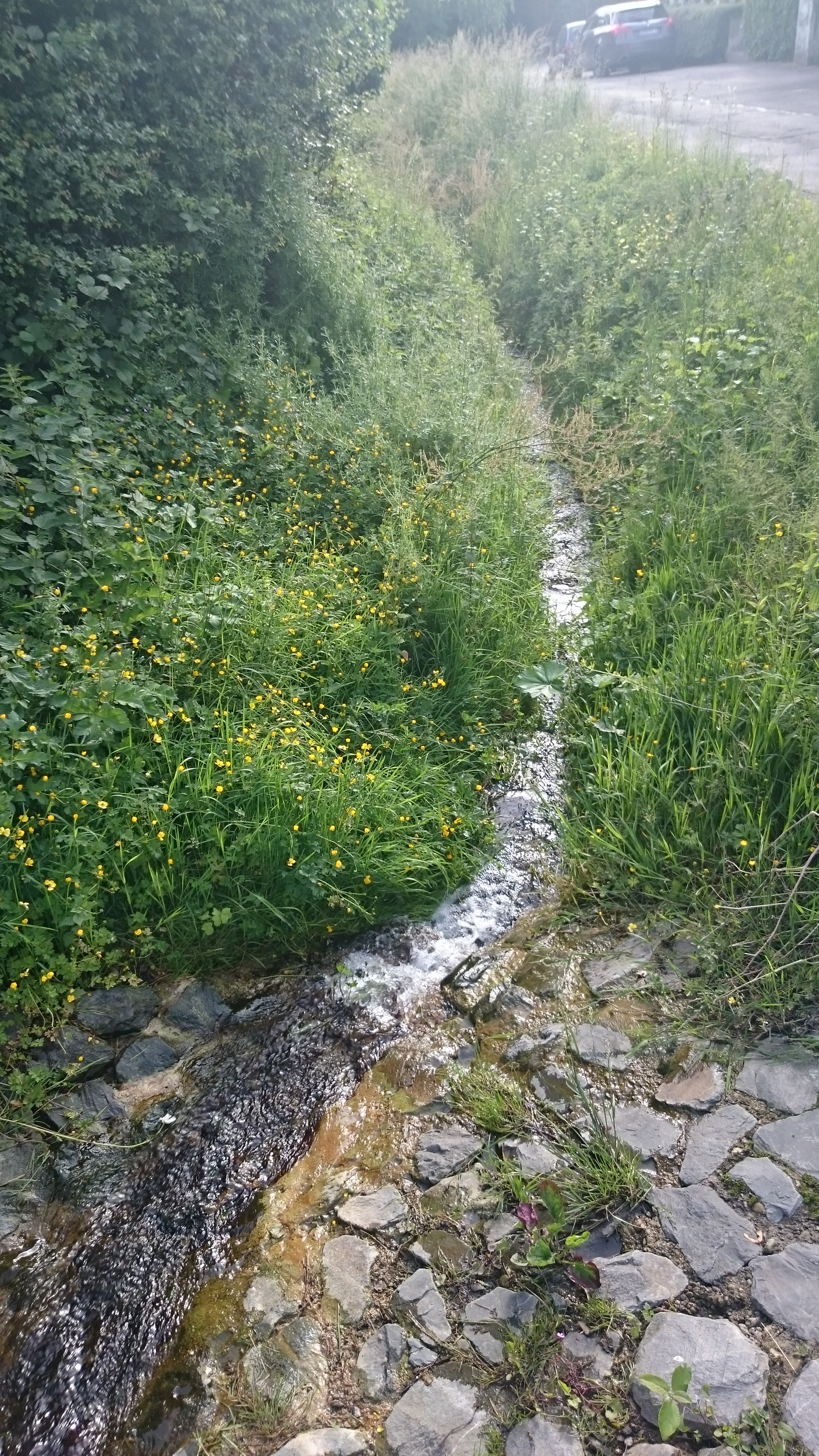
毛斯巴赫河

毛斯巴赫河（德語：Mausbach），是德國的河流，位於該國西部，處於北萊茵-威斯特法倫州，屬於菲希特巴赫河的支流，河道全長1.2公里，發源自施托爾貝格。